# Musée des masques d'Adjarra
Le musée des masques d'Adjarra est un musée situé dans le département de l'Ouémé, dans la commune d'Adjarra, au Bénin. Il a été inauguré le 18 mai 2011. Il valorise le patrimoine culturel de la commune comme l'artisanat local et propose à ses visiteurs, un circuit touristique de découverte de la commune et de ses environs. Grâce à l'exposition des masques et de la tradition africaine, il permet aux visiteurs de voir la différence entre les masques de zangbéto et de Guèlèdè avec ceux d'autres pays africains.

## Historique
Le musée a été créé sur l'initiative du collectionneur de masques et conservateur en poste Noël Agossou. Il a ouvert ses portes lors de l'édition 2011 de la Journée Internationale des Musées.

## Types d'exposition ou d’activités
Grâce à son flux touristique et sa diversité culturelle, le Musée des masques d'Adajarra organise plusieurs activités, comme des manifestations culturelles comme des festivals des danses et de percussion avec des castagnettes, des gongs des tam-tam. Aussi des expositions variés,.

## Description du musée
Le musée d'Adjarra dispose deux salles d'exposition destinée a l'exposition des œuvres d'art, aussi, des ateliers de danse et de percussion, un bar maquis, une boutique souvenir, un espace d'animation.

## Galeries des images

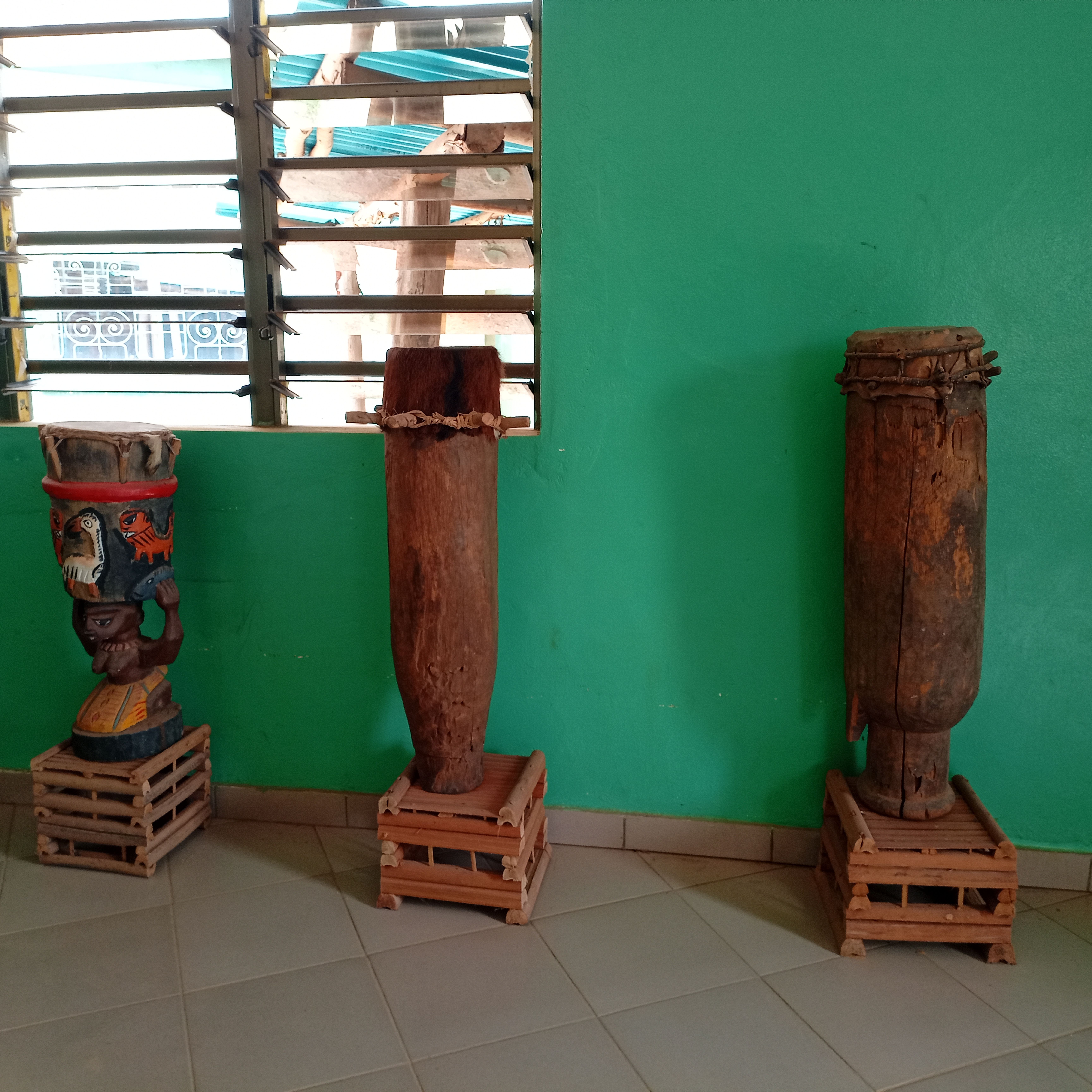
Les tambouirs sacrés du musée des masques